# Zainal Rashid Al-Mu'adzam Shah I di Kedah
al-Azizzu ul-Mulk al-Qadir al-Ghalib Ghahr al-Maghlub, us-Sultan Khalifatu’llah ‘Ala Da’irah Kedah, Paduka Sri Sultan Zain al-Rashid al-Mu’azzam Shah I ibni al-Marhum Sultan Ahmad Taj ud-din Halim Shah (Kedah, 1803 – Alor Setar, 13 marzo 1854) è stato sultano di Kedah dal 1845 al 1854.

## Biografia
Zainal Rashid Al-Mu'adzam Shah I di Kedah nacque nel Kedah nel 1803 ed era il terzo figlio, primo di quelli sopravvissuti all'infanzia, del sultano Ahmad Tajuddin Halim Shah II e della sua seconda moglie Che' Alraseh.
Venne educato privatamente.
Il 18 luglio 1839 ricevette e fu investito del titolo di raja muda. Nel 1842 venne nominato emissario speciale alla corte del re del Siam a Bangkok. Questi gli concesse il titolo di Phra Indravijaya.
Il 3 gennaio 1845 venne proclamato nuovo sultano. Nell'ottobre del 1846 il re del Siam lo confermò sultano e a Ligor gli concesse il titolo di Chao Phaya Ratana Sungkrama Ramabhakti Sri Sultan Muhammad Ranaraja Bodindra Besaorindra Terinawangsa Phaya Saiburi
Si sposò due volte ed ebbe sedici figli.
Morì all'Istana Baginda di Alor Setar il 13 marzo 1854 dopo aver sofferto per sette giorni di febbre e dissenteria. Fu sepolto nel cimitero reale di Kota Langgar.